# 다이세이촌 (돗토리현 이와미군)
다이세이촌(大成村)은 돗토리현 이와미군에 설치되었던 촌이다. 현재의 돗토리시에 해당한다.

## 개요
다이세이촌은 세이키촌, 오카야촌에서 한자 한 글자씩 따온 합성 지명인  1947년에 두 촌이 조합립으로 설립한 중학교 이름에 오카야의 이름을 먼저 사용하고 있었다
현은 1952년 7월 21일에 돗토리시와 주변 20개 촌(이와미군 7개 촌, 게타카군 13개 촌)의 합병 권고를 실시해, ,양촌은 전년부터 합병 기운이 있었던 것으로부터 불과 1개월의 협의 기간을 거쳐 동년 11월에 합병해 다이세이촌이 되었다. 그러나 국가가 목표로 하는 바의 합리화안에는 거리가 멀었기 때문에 서쪽 이웃의 우베노촌과의 합병 이야기로 발전해 갔고, 현은 1956년( 12월 7일에 당촌과 우베노촌라의 합병을 권고, 이에 따라 2개 촌은 합병해 고쿠부정이 되었다. 그래서 촌의 존재기간은 약 4년으로 짧았다.

## 역사
- 1952년 11월 1일 - 세이키촌, 오카야촌이 합병해 다이세이촌이 성립하였다.
- 1957년 1월 1일 - 우베노촌과 합병해 고쿠부정이 성립하여, 동일 다이세이촌은 폐지되었다.